# Олицький гостинець
Олицький гостинець — старовинний шлях, що вів з м. Олика на Луцьк через Хорлупи (нині село Ківерцівського району Волинської області) та Романів (нині село Луцького району Волинської обл.).
З Олики також вели шляхи:

1) на Звягель через Жуків (нині с. Старожуків Рівненського району Рівненської області), Рівне, Дорогобуж, Гощу, Стовпин (нині село Корецького району Рівненської обл.), Корець;

2) на Острог через Сатиїв (нині село Дубенського району Рівненської обл.), Здовбицю (нині село Здолбунівського району Рівнен. обл.);

3) углиб Берестейського воєводства через Клевань, лівим берегом р. Горинь (притока Прип'яті, бас. Дніпра) на Степань, Кричильськ (нині село Степанського району Рівненської обл.), Дубровицю.
Олицький гостинець уперше згадується в грамоті 1322 князя Любарта, яка є, швидше за все, фальсифікатом (кн. Любарт Гедимінович народився бл. 1311), створеним не раніше кінця 15 ст.